# Меденевичи
Меде́невичи (бел. Мядзеневічы) — деревня в Барановичском районе Брестской области Белоруссии. Входит в состав Столовичского сельсовета. Население по переписи 2019 года — 72 человека.

## География
Расположена в 12 км к северо-востоку от Барановичей. Через деревню протекает река Щара, левый приток реки Неман.

## История
В XIX — начале XX века — в Городищенской волости Новогрудского уезда Минской губернии. После Рижского мирного договора 1921 года — в составе Барановичского повета Новогрудского воеводства Польши. С 1939 года — в составе БССР.
С 15 января 1940 года в Новомышском районе Барановичской, с 8 января 1954 года — Брестской областей, с 25 декабря 1962 года — в Барановичском районе. С 12 октября 1940 года — центр сельсовета. В период Великой Отечественной войны с конца июня 1941 года до 7 июля 1944 года оккупирована немецко-фашистскими войсками. На фронтах войны погибло 28 односельчан.
До 2013 года входила в состав Меденевичского сельсовета.

## Население
| Численность населения (по переписи) | Численность населения (по переписи) | Численность населения (по переписи) | Численность населения (по переписи) | Численность населения (по переписи) | Численность населения (по переписи) | Численность населения (по переписи) | Численность населения (по переписи) | Численность населения (по переписи) |
| 1897                                | 1909                                | 1921                                | 1939                                | 1959                                | 1970                                | 1999                                | 2009                                | 2019                                |
| ----------------------------------- | ----------------------------------- | ----------------------------------- | ----------------------------------- | ----------------------------------- | ----------------------------------- | ----------------------------------- | ----------------------------------- | ----------------------------------- |
| 327                                 | ↗376                                | ↘163                                | ↗350                                | ↗383                                | ↘343                                | ↘169                                | ↘117                                | ↘72                                 |